# The Jelly Jam
The Jelly Jam est un groupe de rock progressif américain. Les albums du groupe sont d'abord publiés sous le label InsideOut Music, puis par Molken Music, et enfin Mascot Records pour l'album Profit, publié en 2016.

## Biographie
Le groupe est formé à la suite de la dissolution du groupe Platypus. Ses membres — le chanteur et guitariste Ty Tabor (King's X), le batteur Rod Morgenstein (Dixie Dregs, Winger), et le bassiste John Myung (Dream Theater) — avaient tous trois travaillé ensemble sur ce projet entre 1997 et 2000 avec le claviériste Derek Sherinian. Ils seront plus tard rejoints par Derek Sherinian pour consolider la formation.
Après leur création, ils signent avec le label Inside Out Music. En 2002, le trio réalise et publie son premier album, l'homonyme The Jelly Jam, le 14 septembre 2004 suivi par un deuxième album, The Jelly Jam 2.
Après des années de silence, les membres étant occupés dans leurs groupes respectifs, le 29 novembre 2010, The Jelly Jam annonce la sortie d'un troisième album studio, intitulé Shall We Descend prévu pour 2011 au label Molken Music ; le trio réédite aussi son premier album chez Molken Music en version remasterisée et en format MP3.
Le 23 mai 2016, le groupe annonce un quatrième album, Profit, pour le 27 mai 2016 chez Mascot Label Group.

## Membres
- Ty Tabor - guitare, chant
- Rod Morgenstein - batterie
- John Myung - basse

## Discographie
- 2002 : The Jelly Jam
- 2004 : The Jelly Jam 2
- 2011 : Shall We Descend
- 2016 : Profit